# Eurymastinocerus arawakensis
Eurymastinocerus arawakensis är en skalbaggsart som beskrevs av Wittmer 1976. Eurymastinocerus arawakensis ingår i släktet Eurymastinocerus och familjen Phengodidae. Inga underarter finns listade i Catalogue of Life.